# 大川嶺
大川嶺（おおかわみね）は、四国山地西部に属する山である。大川嶺といえば笠取山を最高峰とする山塊である大川嶺連峰を指すが、狭義には笠取山に連なる北側の峰を指す。四国百名山の一つに選定されている。山名は大川嶺連峰の北側にある地名「大川」に由来する。

## 概要
大川嶺連峰の西北端は面河川と肱川との分水嶺に位置するが、山頂は面河川水系に属する。膨大でなだらかな台地状の山容を呈し、最高峰の笠取山(1,562m)、その約1km 北側に大川嶺(1,525m)、大川嶺の東側に美川嶺(1,520m)、笠取山の東側にウバホド山(1,482m)と複数の山頂がある。仁淀川より南側の四国山地南西部では最高峰である。
大川嶺から四国カルスト一帯は四国カルスト県立自然公園に指定されている。山頂東側の斜面はなだらかで、1976年から1977年にかけて国営草地開発事業で開拓された牛の牧場が広がり、北東側山腹には四国のスキーの発祥地でもある美川スキー場がある。
美川嶺から笠取山まで続く稜線沿いは笹原であり、5月にはツルギミツバツツジが開花する。また東側山腹の伊豆ガ谷にはブナやミズナラの原生林もある。大川嶺西側は比較的急峻で深い渓谷を形成し、小田深山と呼ばれる紅葉の名所である。
笠取山の山頂には三等三角点「笠取山」、大川嶺には二等三角点「大川山」、ウバホド山には四等三角点「伊豆ケ谷」、さらに美川嶺山頂付近には電子基準点「美川」およびその南東側の峰には四等三角点「美川嶺」が設置されている。
山頂からは東側に中津明神山、南側には四国カルストの大野ヶ原から五段高原を間近に望み、北東側には石鎚山から筒上山を望む。

## 登山ルート
国道33号沿いの旧美川村および旧柳谷村から笠取山山頂付近まで車道が通じている。美川スキー場を経て車道沿いの登山口から大川嶺、笠取山へと稜線を縦走する。

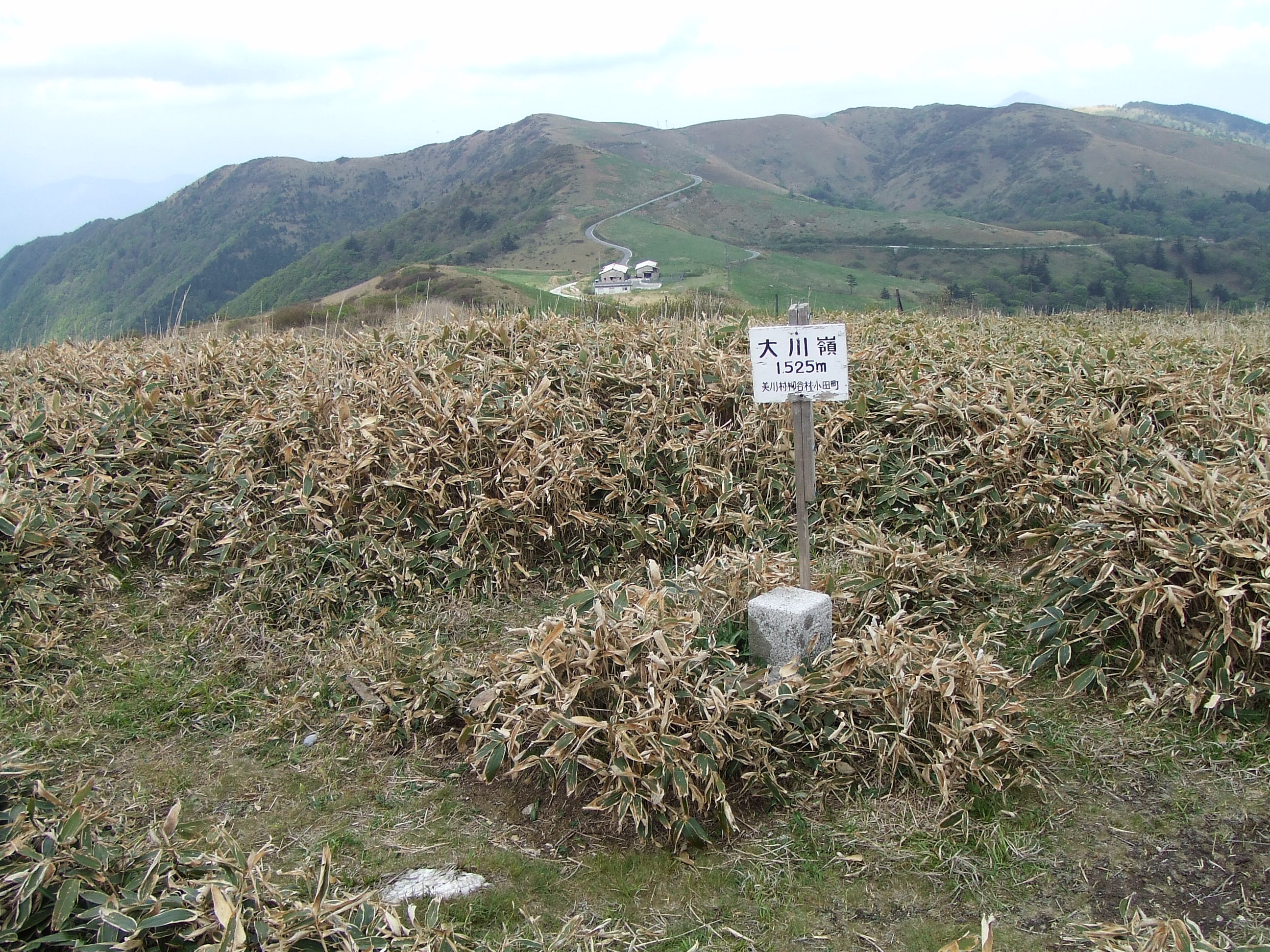
大川嶺の頂上

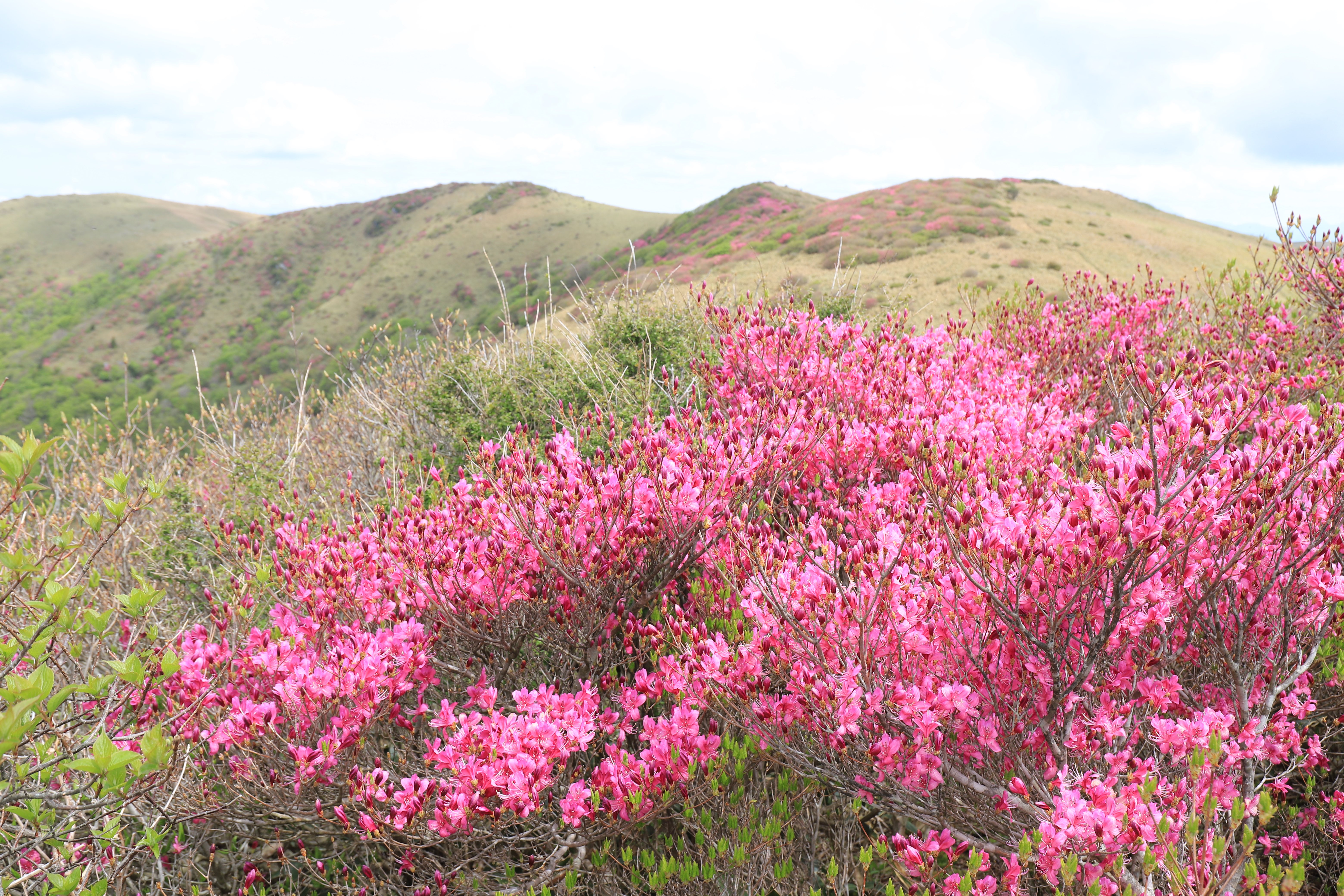
ツルギミツバツツジ　Rhododendron tsurugisanense